# Meketia bellula
Meketia bellula är en insektsart som först beskrevs av William Lucas Distant 1918.  Meketia bellula ingår i släktet Meketia och familjen dvärgstritar. Inga underarter finns listade i Catalogue of Life.